# Jašt
Jašty jsou soubor jednadvaceti hymnů na různá zarathuštrická božstva obsažený v Avestě. Na základě jazyka, v kterém jsou sepsány, vznikly nejspíše v 7. až 2. století př. n. l. , ale dochovaná písemná podoba pochází až ze 13. či 14. století, stejně jako další části, takzvané mladší Avesty. Zachycují ovšem řadu mýtů o bozích a hrdinech pocházejících nejspíše již z předzarathuštrického období. Zachovaly se prostřednictvím dvou typů rukopisů, první zahrnuje texty nazývané Churtak Apasták, „malá Avesta“, které jsou výtahem z Avesty, druhý - kodex - sestává pouze z jaštů. V současném zarathuštrismu může jašty recitovat každý člen komunity, laik či kněz, muž i žena, a uctít tak konkrétní božstvo, zatímco hymny zvané jasny mohou být recitovány pouze knězem a vztahují se k celému panteonu.
Almut Hintze vykládá  středoperské slovo jašt, stejně jako avestánské jasna, z avestánského jaz „uctívat prostřednictvím rituálu“ a ze stejného výrazu výkládá výraz pro božstvo: jazata „uctíváníhodný“. Petr Vavroušek uvádí etymologii z avestánského ješti „vzývání“. V středoperské literatuře byly termíny jašt a jasna zaměnitelné.
Nejvýznamnější jašty jsou věnovány Anáhitě – Ardvísúr jašt (Jašt 5), Mithrovi – Mihr jašt (Jašt 10), fravašiům – Fravardín jašt (Jašt 13), Verethragnovi – Varhrán jašt (Jašt 14), Aši – Art jašt (Jašt 17) a Zám společně s chvarenou – Zamjád jašt (Jašt 19). Jedna část tohoto souboru nazývaná Bagán Jašt Nask se nezachovala, ale na základě krátkého přehledu obsaženého v Dénkardu obsahovala například texty na oslavu Ahura Mazdy nebo jazatů, podle kterých jsou pojmenovány dny. Podle jiných pramenů Bagán Jašt Nask obsahoval šestnáct či sedmnáct jaštů.